# Infogram
Infogram – bezpłatny miesięcznik turystyczny opisujący Zakopane i Podhale. Wydawany od 2004 roku przez Grażynę Mróz, a od 2007 roku przez Tymoteusza Mroza. Infogram przybliża atrakcje regionu, koncentrując się na kulturze i tradycji regionu. Wyróżnia się rozbudowanym kalendarzem wydarzeń, a także autorskimi publikacjami przybliżającymi ciekawostki regionu. Jest tworzony w Zakopanem, ukazuje się w wersji drukowanej w formacie DL, a także w aplikacjach mobilnych i portalu Infogram.pl.
W 2018 roku Infogram został nagrodzony Marką Tatrzańską 2018.
W styczniu 2021 nazwa magazynu została zmieniona na "Zakoplan".